# Beast over Hammersmith
Beast over Hammersmith é um álbum ao vivo lançado pela banda inglesa de heavy metal Iron Maiden, lançado em 4 de novembro de 2002. Gravado 20 anos antes durante a tour The Beast on the Road no Hammersmith Odeon, as faixas foram especialmente co-produzidas e mixadas por Steve Harris e Doug Hall com a finalidade de ser parte do box Eddie's Archive. Mesmo que esse álbum já contenha materiais do disco The Number of the Beast, foi gravado dois dias antes do lançamento oficial do disco The Number of the Beast. Porém, o single "Run to the Hills" já tinha sido lançado.
Uma versão resumida em vídeo do show está incluída no primeiro disco do DVD de 2004, The History of Iron Maiden – Part 1: The Early Days. Com o objetivo de ser lançado em VHS na época de sua gravação, a banda suspendeu a filmagem, pois estava insatisfeita com sua qualidade visual devido às dificuldades de iluminação durante o show.

## Faixas
Todas as faixas escritas e compostas por Steve Harris, exceto onde está anotado. 
| Disc Um        |                             |         |  |
| N.º            | Título                      | Duração |  |
| 1.             | "Murders in the Rue Morgue" | 4:32    |  |
| 2.             | "Wrathchild"                | 3:31    |  |
| 3.             | "Run to the Hills"          | 4:20    |  |
| 4.             | "Children of the Damned"    | 4:38    |  |
| 5.             | "The Number of the Beast"   | 5:08    |  |
| 6.             | "Another Life"              | 3:45    |  |
| 7.             | "Killers"                   | 5:47    |  |
| 8.             | "22 Acacia Avenue"          | 6:56    |  |
| 9.             | "Total Eclipse"             | 4:14    |  |
| Duração total: | Duração total:              | 42:51   |  |

| Disc Dois      |                        |         |  |
| N.º            | Título                 | Duração |  |
| 1.             | "Transylvania"         | 5:51    |  |
| 2.             | "The Prisoner"         | 5:49    |  |
| 3.             | "Hallowed Be Thy Name" | 7:31    |  |
| 4.             | "Phantom of the Opera" | 6:53    |  |
| 5.             | "Iron Maiden"          | 4:20    |  |
| 6.             | "Sanctuary"            | 4:13    |  |
| 7.             | "Drifter"              | 9:19    |  |
| 8.             | "Running Free"         | 3:44    |  |
| 9.             | "Prowler"              | 5:00    |  |
| Duração total: | Duração total:         | 52:40   |  |

## Créditos
Os créditos de produção e performance são adaptados das notas do encarte do álbum.
Iron Maiden
Dave Murray - Guitarra
- – guitarra
- Bruce Dickinson – vocal
- Clive Burr – bateria
- Steve Harris – baixo, co-produtor
- Adrian Smith – guitarra

Produção
- Doug Hall – co-produtor, mixing, engenheiro de áudio
- Nick Watson – masterização
- Derek Riggs – ilustrador
- Ross Halfin – fotógrafo
- Piergiorgio Brunelli – fotógrafo
- G. Schafer – fotógrafo
- Toshi Yajima – fotógrafo
- Andre Csillag – fotógrafo
- Paul Bertie – fotógrafo
- Rod Smallwood – empresário, fotógrafo
- Andy Taylor – empresário
- Merck Mercuriadis – empresário